# Ischia Biancolella
L'Ischia Biancolella è un vino DOC la cui produzione è consentita nell'isola di Ischia nella città metropolitana di Napoli.

## Caratteristiche organolettiche
- colore: paglierino con riflessi verdognoli.
- odore: vinoso, caratteristico, gradevole.
- sapore: asciutto, armonico.

## Abbinamenti consigliati
Pasta ai sughi di mare in bianco, pesce nobile e crostacei, spaghetti alle vongole veraci, sautè di vongole veraci e frutti di mare, anche crudi, ma anche per accompagnare la cucina tipica dell'Isola d'Ischia.

## Produzione
Provincia, stagione, volume in ettolitri
- Napoli  (1993/94)  1337,0
- Napoli  (1994/95)  1708,55
- Napoli  (1995/96)  1374,82
- Napoli  (1996/97)  1069,9